# You Make My Day
You Make My Day è il quinto EP del gruppo musicale sudcoreano Seventeen, pubblicato il 16 luglio 2018.
Il disco, uscito per la Pledis Entertainment, contiene sei tracce, incluso il singolo Oh My!.

## Tracce
1. Oh My! (어쩌나) – 3:15 (testo: Woozi, Bumzu, S.Coups, Vernon – musica: Woozi, Bumzu)
2. Holiday – 3:26 (testo: Woozi, Bumzu, S.Coups, Wonwoo – musica: Woozi, Bumzu, Park Gi-tae (Prismfilter), S.Coups)
3. Come to Me (나에게로 와) – 3:09 (testo: Woozi, Bumzu – musica: Woozi, Bumzu)
4. What's Good – 2:48 (testo: S.Coups, Wonwoo, Mingyu, Vernon – musica: Bumzu)
5. Moonwalker – 3:00 (testo: Woozi, Bumzu, Hoshi, Dino – musica: Woozi, Bumzu, Park Gi-tae (Prismfilter))
6. Our Dawn Is Hotter Than Day (우리의 새벽은 낮보다 뜨겁다) – 3:32 (testo: Woozi, Bumzu, S.Coups, Wonwoo, Mingyu, Vernon – musica: Woozi, Bumzu, Anchor (Prismfilter))

Durata totale: 19:10

## Classifiche

### Classifiche settimanali
| Classifica (2018) | Posizione massima |
| ----------------- | ----------------- |
| Corea del Sud     | 1                 |

### Classifiche di fine anno
| Classifica (2018) | Posizione |
| ----------------- | --------- |
| Corea del Sud     | 8         |